# Romulus Vereș
Romulus Vereș (n. 23 ianuarie 1929, Cluj, România – d. 13 decembrie 1993, Ștei, Bihor, România) a fost un mecanic de locomotivă român, cunoscut ca un criminal în serie sub numele omul cu ciocanul.
În perioada anilor 1970 a comis cinci crime cu victime femei.
De fiecare dată a fost achitat din motive de sănătate psihică.
În cele din urmă, a fost internat la Sanatoriul de Boli Psihice de la Ștei, unde și-a petrecut tot restul vieții.